# Sinagoga Ben Ezra
La sinagoga Ben Ezra (hebreu: בית הכנסת בן עזרא‎; àrab: كنيس بن عزرا, kanīs Ibn ʿIzrā), de vegades coneguda com la sinagoga de la Geniza (hebreu: בית כנסת אל גניזה‎) o la sinagoga dels Palestins, és una sinagoga del barri antic del Caire, a Egipte.
Segons la tradició local, és construïda en el lloc en què la població local creu es va trobar el bebè Moisés. També s'afirma que en el mateix lloc hi va haver una sinagoga fundada pel profeta Jeremies, que va funcionar fins que va ser destruïda pels romans l'any 30 aC.
La parcel·la que ocupa l'actual sinagoga va ser comprada l'any 882 per 20.000 dinars per Abraham ibn Ezra de Jerusalem, en la ciutat que aleshores es deia Fustat i que després seria el Caire. Original es va dir sinagoga del Poble d'Israel (hebreu: בית הכנסת של אנשי ישראל‎).
Destruïda en 1012, durant el govern d'al-Hàkim, va ser reconstruïda entre 1039 i 1041. Posteriorment va ser coneguda com a sinagoga del Profeta Elies.
En la guenizà de la sinagoga s'hi van ocultar més de cent mil fragments de textos bíblics i litúrgics, llibres, cartes i documents escrits en hebreu, arameu, àrab, persa i ídix, que contenien el nom de Déu i calia destruir correctament. Alguns textos van ser recopilats i estudiats per l'erudit caraíta Abraham Firkovich, en 1863. Va ser l'historiador jueu Solomon Schechter qui va començar l'estudi en massa dels arxius ocults. Havia estat alertat per dues germanes bessones, Agnes i Margaret, aficionades a l'estudi dels documents antics i que li van portar un manuscrit de la guenizà que Schechter ràpidament va identificar com un fragment d'una còpia en hebreu del Siràcida, llibre del qual va trobar després diversos capítols en la guenizà. A més d'haver-se trobat allí per primera vegada una còpia del Document de Damasc, trobat després en Qumran, també s'hi ha trobat material molt valuós per documentar la història jueva entre el segle ix i el segle xvi, amb cartes procedents de Mesopotàmia, Pèrsia, Palestina, Síria, Sicília, Itàlia, Espanya, Khazària i Europa oriental.